# Снежный барс (спецподразделение)
Спецподразделение «Снежный барс» (кит. 雪豹突击队), также известное как спецподразделение «Снежный волк» (кит. 雪狼突击队) — спецподразделение Народной вооружённой полиции КНР, отвечающее за борьбу против терроризма, предотвращение массовых беспорядков и борьбу против организованной преступности (в том числе захват угонщиков самолётов и обезвреживание взрывных устройств). Наравне с Пекинским спецподразделением полиции «Снежный барс» отвечал за обеспечение безопасности во время проведения Пекинской Олимпиады 2008 года. Официально «Снежный барс» числится как 3-я группа 13-го отряда Пекинского главного корпуса (Пекинской дивизии) Народной вооружённой милиции Китая. Прозвище «Снежный волк» закрепилось за отрядом и по сей день, поскольку мелвильский островной волк (он же полярный волк, арктический волк или снежный волк), по которому дано название отряда, обитает в арктической зоне (север Канады) и отлично приспособлен к суровым холодам..

## История
Отряд был образован в октябре 2002 года, о чём общественности не сообщалось, и проходил усиленные тренировки на протяжении 5 лет. Впервые «снежные волки» и пекинские спецназовцы появились на мероприятиях в Пекинской полицейской академии 27 апреля 2006 года, демонстрируя тем самым возможности Народной вооружённой милиции Китая в борьбе против преступности и терроризма. На отряд были возложены обязанности поддерживать порядок во время Пекинской Олимпиады.
Отряд участвовал в национальных антитеррористических учениях «Великая стена» в 2003 и 2004 годах и «Яньшань-2006», учениях с частями НОАК и Министерства общественной безопасности КНР. Бойцы отряда выполняли задачи по обеспечению безопасности иностранных делегаций, прибывающих в Китай, а также охраняли дипломатов своей страны в Ираке и Афганистане. В 2007 году в Подмосковье прошли антитеррористические командно-штабные учения «Содружество-2007», в которых участвовали и спецназовцы из «Снежного барса». Пекинские спецназовцы участвовали в учениях вместе с подразделениями ОДОН, в том числе отрядом «Витязь». Спустя 9 лет очередные учения прошли в Подмосковье с участием не только отряда «Снежный барс», но и отряда «Ловчий сокол».
Как утверждает один из высокопоставленных деятелей Народной вооружённой милиции Цю Лянфэн, название отряда «Снежный волк» было выбрано благодаря легенде о храбром и хитром волке, который сумел уйти от засады, устроенной охотником, и от восьми гончих собак.

## Обучение и подготовка
В отряде могут служить офицеры Народной вооружённой милиции Китая, отслужившие там от одного до двух лет. Предварительно они проходят собеседование, физические и психологические тесты. В 2006 году средний возраст офицеров «Снежного барса» был 22 года, поскольку многие из личного состава начинали службу ещё в возрасте 18 лет — это делало отряд одним из самых молодых антитеррористических отрядов мира по среднему возрасту его оперативников. Курсанты проходят огромное количество испытаний на физическую подготовку, обучаются вождению разных транспортных средств и обращению с оружием. Считается, что для выполнения норматива каждый боец «Снежного леопарда» должен сделать 200 отжиманий, 200 подъёмов торса, 100 приседаний, 200 раз поднять штангу и пробежать дистанцию 10 км по пересечённой местности с грузом массой 35 кг. Справившихся с этими испытаниями зачисляют в отряд.

## Структура
В состав «Снежного барса» входят четыре отряда, каждый из которых имеет свою специализацию:
- 9-й отряд (антитеррористические операции)
- 10-й отряд (антитеррористические операции)
- 11-й отряд (разбор завалов, обезвреживание бомб, борьба против ядерного терроризма)
- 12-й отряд (снайперы)

## Вооружение и снаряжение
Согласно фотосвидетельствам с парадов и учений, на вооружении у отряда есть автоматы Тип 95 и пистолеты Тип 92, хотя не исключается использование любых других образцов огнестрельного оружия. Ежегодно отряд выделяет около 2 миллионов юаней на оснащение БТР, используемых для предотвращения массовых беспорядков, а также закупает американское снаряжение на сумму до 4 млн. юаней. Стоимость всего снаряжения каждого бойца спецназа «Снежный барс» составляет около 300 тысяч юаней, с учётом бронежилетов и средств связи. Именно этот отряд первым из Народной вооружённой милиции Китая принял на вооружение шлемы W-15 в 2015 году, отказавшись от прежних шлемов QFG11.